# Mãe Lira de Iemanjá Ogunté
Amazilia Matias da Conceição (Cachoeira, 1906 - 1997), mais conhecida como Mãe Lira de Iemanjá Ogunté ou simplesmente Mãe Lira, foi uma sacerdotisa de religião afro-brasileira do Terreiro Loba’Nekun Filho de Candomblé nagô, localizado em Cachoeira, Bahia, Brasil (terreiro que ela mesma fundou).
Quando tinha 17 anos, Amazilia foi iniciada por Miguel Ângelo Barreto, o Miguel Pequeno, no Terreiro Loba’Nekun Filho, também em Cachoeira. Em 1925, deixou Loba Nekun para fundar seu próprio terreiro: o Loba Nekun Filho, localizado em uma casa geminada, comprida e estreita, de um só andar. Seu terreiro é protegido como patrimônio cultural pelo estado da Bahia.

## Reconhecimento
O Instituto do Patrimônio Artístico e Cultural da Bahia (IPAC) menciona seu nome quando "presta justa homenagem às personalidades importantes, líderes religiosos dos terreiros, que já se foram", no encerramento da apresentação da publicação "Terreiros de Candomblé de Cachoeira e São Félix".